# СВіЯ
Запорізький дитячий театр «СВіЯ» — репертуарний театр у Запоріжжі, в якому грають діти. Театр народився із започаткованої 2005 року театральної студії. Першою зіграною виставою стала лірична комедія «Як гноми весну шукали» 15 жовтня 2017 року.

## Історія
Історія «Свії» розпочалася 2005 року. Подружжя Світлана та Андрієм Ємець створили театральну студію, яка поєднувала в собі два формати – акторську школу для дітей та підлітків і театр, де учні ставлять вистави.
З початком російського вторгнення в Україну 2022 року заклад став потужним волонтерським осередком. Проте вже за 3 місяці, у квітні 2022-го, «Свія» відновила викладання та показ вистав.

### Театральна студія «СВіЯ»
Театральну студію було започатковано 2005 року. Прийом дітей відбувається від 4 років. Групи формуються кількістю до 10 дітей.

### Дитячий театр «СВіЯ»
Запорізький дитячий театр «Свія» розпочав свою роботу 15 жовтня 2017 року ліричною комедією «Як гноми весну шукали». Заклад є першим та єдиний в Україні професійним театром, у якому грають діти. Після переконливих результатів на конкурсах та фестивалях, було прийнято рішення про організацію постійного майданчика. Структура від початку була приватною – благодійний проект. Вхід на вистави театру є безкоштовним.

### Творче об'єднання «Мотлох»
З числа вихованців колективу, в окрему творчу одиницю виокремилося Творче об'єднання «Мотлох». Датою народження колективу вважається 27 травня 2023 року.

## Команда
- Художній керівник, режисер — Ємець Світлана Олександрівна
- Педагог, сценограф — Дуднік Світлана Леонідівна
- Педагог, хореограф, гример, костюмер — Пилипець Юліана Дмитрівна
- Педагог, хореограф — Волкова Дар’я Михайлівна
- Педагог, хореограф — Войцехович Ганна Юріївна
- Технічна підтримка — Ємець Андрій Васильович

## Репертуар
За час існування у театрі було поставлено понад 20 різних за жанром та виконавською складністю вистав:
- драма «За дверима» за п'єсою «Там, за дверима»[de] Вольфганга Борхерта; реж. Світлана Ємець[8]
- «Незвичайні перегони новорічних іграшок» за мотивами п’єси «Новорічний переполох або чарівні пригоди іграшок» C. Алферової
- «Парентектомія» Наталії Боренко
- лірична комедія «Як гноми весну шукали»[4]
- 2014 — «Тпрусь! Або історії кота Філофея» Валерія Зиміна; реж. Світлана Ємець
- 2015 — міжнародна казка-парадокс «Жили – Були» за п'єсою М. Бартенєва, А. Усачова; реж. Світлана Ємець
- 2016 — «Якось у Морському» Людмили Тимошенко; реж. Світлана Ємець
- 2019, вересень — «Ромео і Жасмин» Олександра Гавроша
- 2021, червень — «Готель двох світів» Еріка-Емманюеля Шмітта
- 2021 — моновистава «Метелик з ослоферми номер п’ять» за мотивами п’єси «Маленький ослик» Євгена Недєліна; реж. Світлана Ємець[9]
- 2022, 4 червня — трагіфарс «Кабаре «Асторія» за п'єсою Михайла Хейфеца; реж. Світлана Ємець
- 2023, 4 березня — «Татко для Кабанчика» за мотивами п’єси «Татко Їжачок» Євгена Недєліна; реж. Світлана Ємець
- 2023, 25 червня — імерсивна музично-пластична вистава – дійство «Мольфари» на основі літературних джерел, що містять інформацію про мольфарів; реж. Світлана Ємець
- 2023, 30 грудня — «Рятуйте Новий Рік» за мотивами новорічних історій
- 2024, 17 січня — документальна вистава «Скалічені і Сильні» за згадками акторів про війну України з орками 21 століття; реж. Світлана Ємець
- 2024, 28 січня — «Казки дракона Омелька» за збіркою казок Сашком Дерманським; реж. Максим Кондратов, Орися Процик, Вікторія Ємельянова, Поліна Чубар (спільно із Творчим об’єднанням «Мотлох»)
- 2024, 19 квітня — «Кішка-біженка» за мотивами п’єси Анастасії Хайме та Надії Юнке
- 2024, 18 травня — «Квітнева риба» за оповіданням «Мсьє Жак та квітнева риба» Катерини Бабкіної
- 2024, 9 червня — «Нас (не) кинули» Крістіни Багаєвої

## Фестивалі
- 2013 — V Відкритий фестиваль дитячих лялькових колективів «Березневі сходинки» (м. Рівне)
- 2013 — Дитячий театральний фестиваль «Діти-дітям» (м. Запоріжжя) — номінація «За кращу режисуру»
- 2013 — Всеукраїнський фестиваль дитячого театрального мистецтва «Казка у гаю» (м. Львів)
- 2014 — VI Відкритий фестиваль дитячих лялькових колективів «Березневі сходинки» (м. Рівне)
- 2015 — Міжнародний фестиваль-конкурс «Золотий Лев» (м. Львів)
- 2015 — Міжнародний фестиваль-конкурс «Зоряні Карпати» (м. Ужгород)
- VII Відкритий фестиваль-конкурс шкільних та дитячих самодіяльних театрів «Перевтілення» (м. Київ)[10]
- «Шлях до успіху» (м. Ірпінь)
- Фестиваль українського аматорського театру (м. Київ)
- Чернігівський відкритий фестиваль аматорського театрального мистецтва (м. Чернігів)
- «Юні зірки Мельпомени» (м. Берегово)
- «Варто» (м. Дніпро)
- XI Edycja Międzynarodowych Jesiennych Spotkań Artystycznych «Talizman Sukcesu» w Bielsku-Białej (м. Бельсько-Бяла, Польща)
- Фестиваль «Asteriada» (м. Варшава, Польща)
- 2016 — Відкритий аматорський театральний конкурсі «Kurtyna» (Ryjewo, Gdansk)
- 2017 — Відкритий Берлінський конкурсу дитячої та юнацької театральної творчості «Goldenes Schlüsselchen» («Золотий ключик») (м. Берлін, Німеччина) — вистави «Жили – Були», «Тпрусь! Або історії кота Філофея»
- 2017 — Відкритий аматорський театральний конкурсі «Kurtyna» (Ryjewo, Gdansk)
- 2017 — Театральний фестиваль «Kurtyna» (Wojewódzki Otwarty Amatorki Turniej Teatralny «Kurtyna» Gmina Ryjewo), у приміщенні Консульства України у м. Париж (Франція) — вистава «Тпрусь! Або історії кота Філофея»
- 2019, жовтень — Всеукраїнський театральний фестиваль «Співограй» (м. Харків) — вистава «Ромео і Жасмин» — I місце у номінації «Вистави»
- 2021 — Всеукраїнський театральний фестиваль «Імпреза над Латорицею» (м. Мукачево) — Гран-прі[8]
- 2021 — Всеукраїнський театральний фестиваль «Співограй» (м. Київ)[8]
- 2022 — XIII Театральний фестиваль «Комора» (м. Кам’янець-Подільський) — моновистава «Кабаре «Асторія» — номінації «Краща режисерська робота» та «Краща чоловіча роль першого плану» (Максим Кондратов)[11][12]
- 2023, вересень — Всеукраїнський фестиваль-конкурс інструментального, вокального, хореографічного, театрального мистецтв та театрів мод «Тріумф Фест» (м. Кривий Ріг) — вистава «Якось у Морському» — Гран-прі[13]
- 2023, вересень — IX Театральний фестиваль «Комора» (м. Кам’янець-Подільський) — вистава «Мольфари» — номінації «Виразність театральних костюмів» та «Краща перформативна вистава»[14][15]
- 2024, лютий — Міжнародний конкурс мистецтв «Підкори сцену» (театральна секція) (м. Київ) — вистава «Казки дракона Омелька»[5]
- 2024, березень — II Всеукраїнський театральний фестиваль «FantaziaFest» (м. Хуст) — вистава «Скалічені і Сильні» — Гран-прі[16][17]